# Deutscher Kabarettpreis
Der Deutsche Kabarettpreis (Deutscher Kabarett-Preis) ist ein Kleinkunstpreis, der seit 1991 jährlich in Nürnberg durch das Nürnberger Burgtheater vergeben wird. Ab der Preisvergabe für das Jahr 2009 betragen die Preisgelder 6.000 Euro für den Hauptpreis, 4.000 Euro für den Förderpreis bzw. den Programmpreis sowie 2.000 Euro für den Sonderpreis. Die Preisgelder werden von der Stadt Nürnberg gestiftet. In den Jahren vorher waren die Preisgelder nur halb so hoch und der Sonderpreis wurde vom Nürnberger Burgtheater übernommen. Die Erhöhung auf insgesamt 12.000 Euro gab der Oberbürgermeister der Stadt Nürnberg  Ulrich Maly bei der Preisvergabe für das Jahr 2008 bekannt.
Der Hauptpreis wird an einen Künstler verliehen, der über Jahre hinweg in mehreren Produktionen innovatives Kabarett in Inhalt und Form auf die Bühne gebracht hat. Der Programm- bzw. Förderpreis „zeichnet eine herausragende Produktion bzw. einen förderungswürdigen Nachwuchskünstler der Spielzeit aus“. Der Sonderpreis kam 1996 hinzu. Mit ihm sollen Künstler und Leistungen ausgezeichnet werden, „die den Kabarett-Rahmen im eng gefassten Sinn sprengen“.

## Liste der Preisträger
- 1991: Hauptpreis: Matthias Beltz (Frankfurt); Förderpreis: Anja Moritz
- 1992: Hauptpreis: Matthias Deutschmann (Berlin); Förderpreis: Karl Ferdinand Kratzl
- 1993: Hauptpreis: Josef Hader (Wien); Förderpreis: Gregor Lawatsch
- 1994: Hauptpreis: Arnulf Rating (Berlin); Förderpreis: Phrasenmäher (Achim Ballert und Frank Lüdecke)
- 1995: Hauptpreis: Wenzel & Mensching (Hans-Eckardt Wenzel & Steffen Mensching) (Berlin); Programmpreis: Peter Grohmann
- 1996: Hauptpreis: Jörg Hube (München); Programmpreis: Thomas Maurer; Sonderpreis: Thomas Pigor & Benedikt Eichhorn
- 1997: Hauptpreis: Martin Buchholz (Berlin); Programmpreis: Achim Konejung & Reinhard Glöder; Sonderpreis: Bernd Regenauer
- 1998: Hauptpreis: Lukas Resetarits (Wien); Förderpreis: Jess Jochimsen; Sonderpreis: Muhsin Omurca
- 1999: Hauptpreis: Georg Schramm (Konstanz); Förderpreis: Hans-Günter Butzko; Sonderpreis: Nessi Tausendschön (Hamburg)
- 2000: Hauptpreis: Richard Rogler (Köln); Förderpreis: Severin Groebner; Sonderpreis: Marcus Jeroch (Berlin)
- 2001: Hauptpreis: Frank-Markus Barwasser (Würzburg); Förderpreis: Podewitz (Bremerhaven); Sonderpreis: Tina Teubner (Köln)
- 2002: Hauptpreis: Urban Priol (Aschaffenburg); Programmpreis: Mittwochsfazit (Berlin)
- 2003: Hauptpreis: Lisa Politt (Hamburg); Förderpreis: Käthe Lachmann (Hamburg); Sonderpreis: Duotica alias Holger Edmaier und Helena Marion Scholz (Köln)
- 2004: Hauptpreis: Volker Pispers (Düsseldorf); Förderpreis: Ingo Börchers (Bielefeld); Sonderpreis: Irmgard Knef alias Ulrich Michael Heissig (Berlin)
- 2005: Hauptpreis: Andreas Giebel (München); Programmpreis: Michael Ehnert (Hamburg); Sonderpreis: Ken Bardowicks (Köln)
- 2006: Hauptpreis: Heinrich Pachl (Köln); Förderpreis: Claus von Wagner (München); Sonderpreis: Faltsch Wagoni (München)
- 2007: Hauptpreis: Wilfried Schmickler (Köln); Programmpreis: Michael Altinger & Alexander Liegl (München); Sonderpreis: Marco Tschirpke (Berlin)
- 2008: Hauptpreis: Andreas Rebers (München); Förderpreis: Philipp Weber (Tübingen); Sonderpreis: Martina Schwarzmann (Überacker)
- 2009: Hauptpreis: Frank Lüdecke (Berlin); Förderpreis: Mathias Tretter (Leipzig); Sonderpreis: Jochen Malmsheimer (Bochum)
- 2010: Hauptpreis: Hagen Rether (Essen); Förderpreis: Klaus Eckel (Wien); Sonderpreis: Lizzy Aumeier (Nürnberg)
- 2011: Hauptpreis: Rolf Miller; Förderpreis: Max Uthoff; Sonderpreis: Ulan & Bator
- 2012: Hauptpreis: Rainald Grebe; Programmpreis: Christine Prayon; Sonderpreis: Sebastian Krämer
- 2013: Hauptpreis: Andreas Thiel; Förderpreis: Tilman Birr; Sonderpreis: Tina Häussermann
- 2014: Hauptpreis: Simone Solga; Förderpreis: Till Reiners; Sonderpreis: Zärtlichkeiten mit Freunden
- 2015: Hauptpreis: Ohne Rolf; Förderpreis: Sarah Hakenberg; Sonderpreis: Josef Brustmann
- 2016: Hauptpreis: Alfred Dorfer; Förderpreis: René Sydow; Sonderpreis: Stephan Zinner
- 2017: Hauptpreis: Mathias Tretter; Förderpreis: Lisa Eckhart; Sonderpreis: Onkel Fisch
- 2018: Hauptpreis: Jochen Malmsheimer; Förderpreis: Nektarios Vlachopoulos; Sonderpreis: Anna Mateur
- 2019: Hauptpreis: Max Uthoff; Förderpreis: Lisa Catena; Sonderpreis: Desimo[1]
- 2021: Hauptpreis: Horst Evers; Förderpreis: Quichotte; Sonderpreis: Götz Frittrang[2]
- 2022: Hauptpreis: Ulan und Bator; Förderpreis: Jean-Philippe Kindler; Sonderpreis: Birgit Süss[3]
- 2023: Hauptpreis: Luise Kinseher; Programmpreis: Philipp Scharrenberg; Sonderpreis: Eva Eiselt[4]
- 2024: Hauptpreis: Matthias Egersdörfer; Förderpreis: Lara Ermer;  Sonderpreis: Sebastian 23[5]